# Arte de Portas Abertas

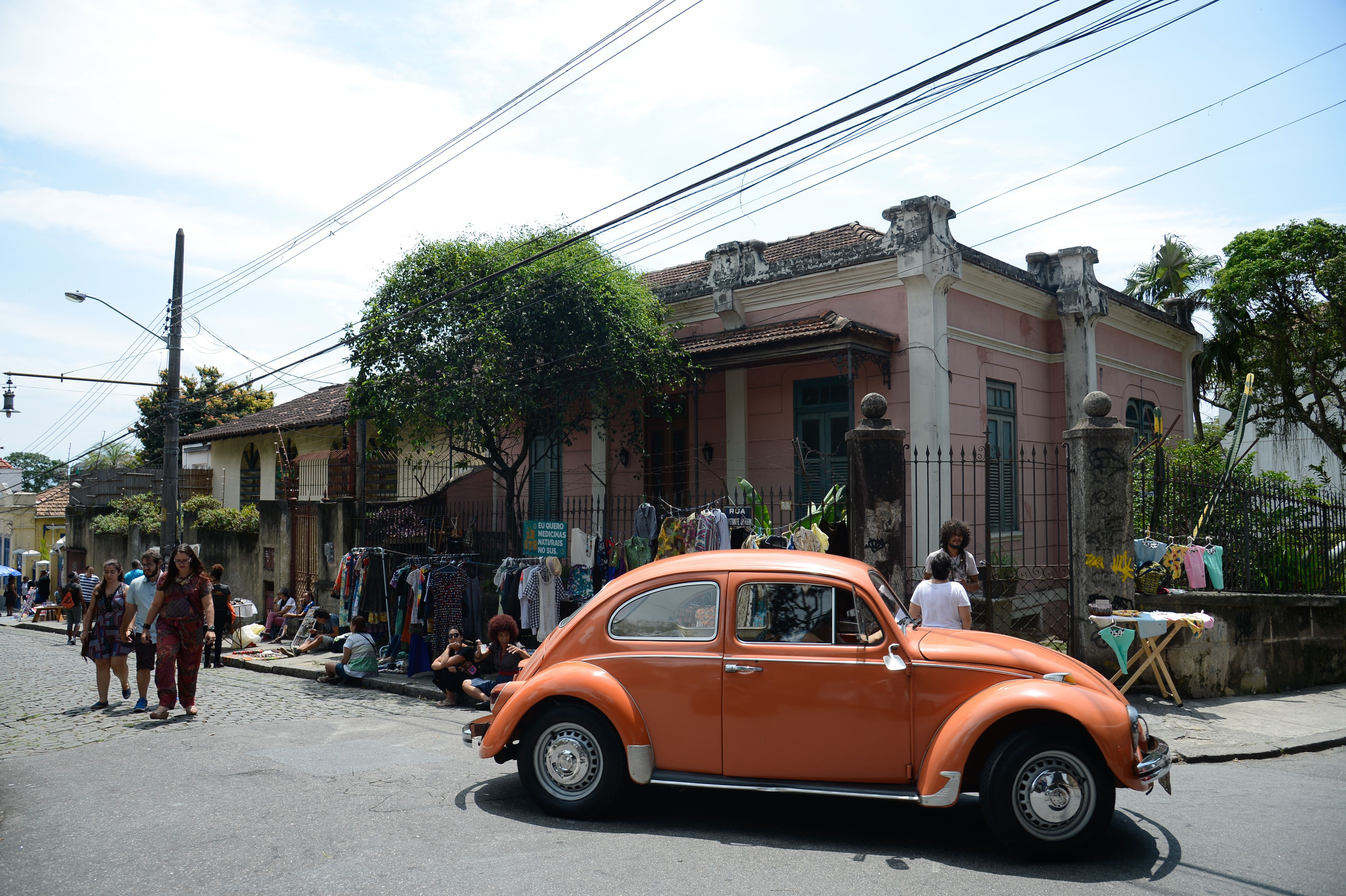
Visitantes no Arte de Portas Abertas em 2016 (Fernando Frazão/Agência Brasil)

Arte de Portas Abertas é um festival cultural realizado anualmente em Santa Teresa desde 1996.
Promovido pela Associação dos Artistas Visuais de Santa Teresa (Chave Mestra), consiste numa mostra coletiva dos artistas visuais residentes no bairro, que abrem seus ateliês á visitação dos turistas e cariocas durante um fim de semana. Reúne pintura, desenho, gravura, fotografia, cerâmica, escultura, objetos e instalações

## Histórico
A primeira edição foi idealizada pela escultora Clara Arthaud, depois de ver um evento semelhante, o "open studios", em Cambridge. A ONG Viva Santa produziu o projeto, que recebeu a adesão dos artistas locais.
Em 2009, o evento passou a integrar o calendário turístico da cidade.
Na edição de 2016, contou com a partidipação de 58 artistas.